# Leah Maria Klein
Leah Maria Klein (Amsterdam, 7 januari 1996) is een Nederlands model. Zij groeide op in Amsterdam, maar verhuisde later naar Los Angeles en Miami. Ze stond in de Playboy en sierde later de cover van FHM.